# Most łyżwowy

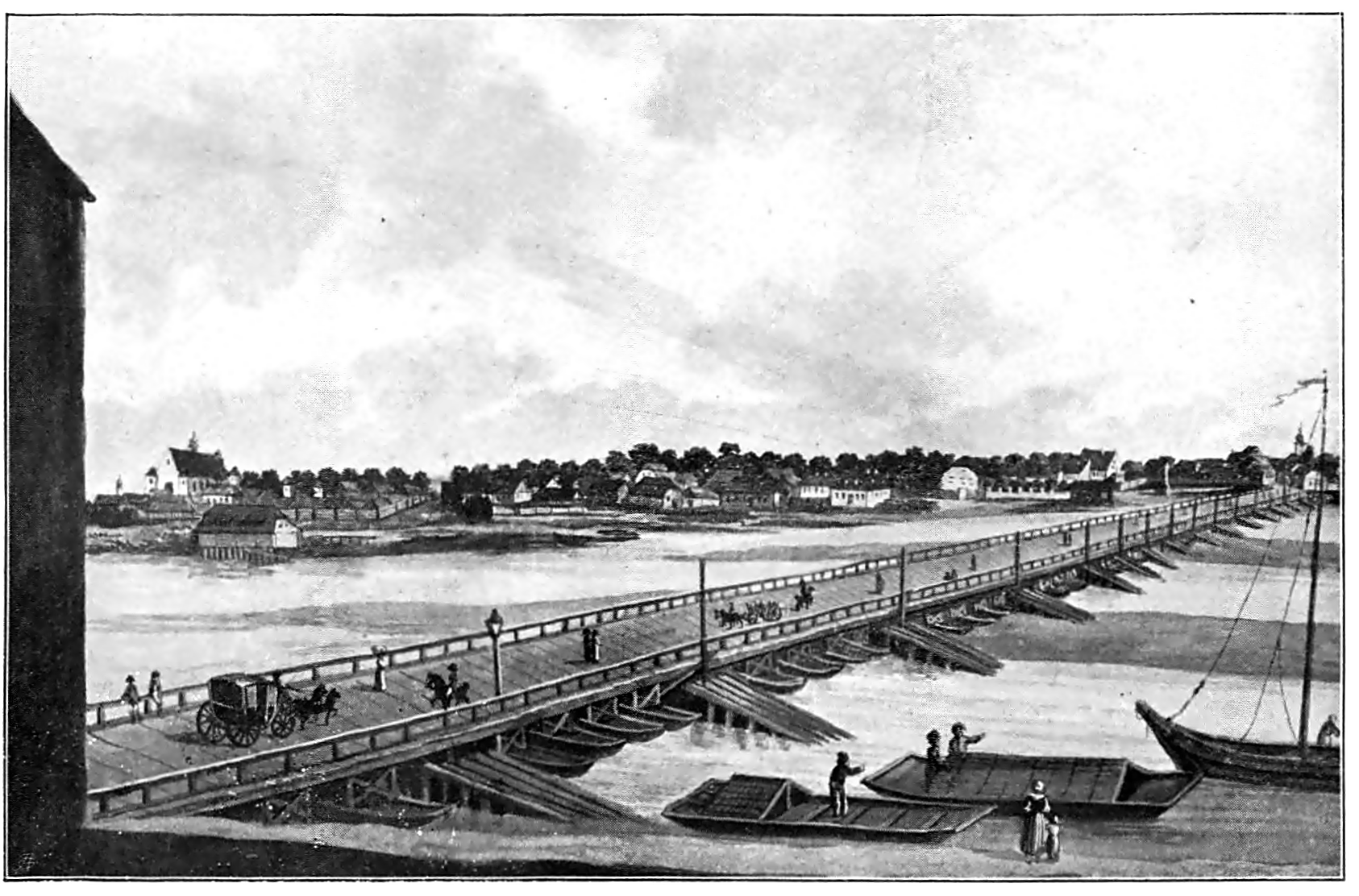
Most Ponińskiego, jeden z najbardziej znanych mostów łyżwowych w Warszawie

Most łyżwowy – rodzaj tymczasowej przeprawy mostowej, gdzie konstrukcja oparta jest na łodziach (staropol. łyżwy), a pierwsza i ostatnia łódź zakotwiczona jest do brzegu.

## Historia
Ten rodzaj mostów wykorzystywany był często do budowy przepraw improwizowanych na potrzeby wojska już od czasów starożytności. W Polsce najbardziej znane mosty łyżwowe i pontonowe budowano w Warszawie, m.in. w okresie wolnych elekcji, najczęściej u wylotu ulicy Bednarskiej.
W historii Polski pierwszym wspomnianym w źródłach konstruktorem mostu łyżwowego był mistrz Jarosław, który zbudował taki most na rzece Wiśle w okolicach Czerwińska podczas wojny z zakonem krzyżackim w 1410.
Podczas elekcji odbywających się w Rzeczypospolitej Obojga Narodów w Warszawie mosty łyżwowe budowano na Wiśle na koszt państwa. Zwane były mostami elekcyjnymi i ich zadaniem było ułatwienie dostania się szlachty na wybory. Koszty budowy w 2/3 pokrywała Korona Polska, a w 1/3 Litwa. Wybudowano je w Warszawie w latach 1632, 1648, 1669, 1733 oraz 1764.